# Synopsidia phasidaria
Synopsidia phasidaria är en fjärilsart som beskrevs av Alois Friedrich Rogenhofer 1873. Synopsidia phasidaria ingår i släktet Synopsidia och familjen mätare. Inga underarter finns listade i Catalogue of Life.